# Provincia Málaga
Provincia Málaga este o provincie spaniolă din Andaluzia și este situată în sudul Peninsulei Iberice, de-a lungul coastei mediteraneene, între provinciile Granada și Cádiz. Capitala sa este Málaga. Suprafața ocupată este de 7.306 km ² și este împărțită în 100 de municipii și 11 "partidos judiciales".

Diviziunile Provinciei Málaga

Codul poștal al municipiilor din Málaga începe cu 29.
Orașe: Vélez-Málaga, Ronda, Marbella, Antequera.